# Bonfim (kommun i Brasilien, Roraima)
Bonfim är en kommun i Brasilien.   Den ligger i delstaten Roraima, i den norra delen av landet, 2 500 km nordväst om huvudstaden Brasília. Antalet invånare är 10 951.
Omgivningarna runt Bonfim är huvudsakligen savann. Trakten runt Bonfim är nära nog obefolkad, med mindre än två invånare per kvadratkilometer.